# Straße von Makassar
Die Straße von Makassar ist eine Meerenge zwischen dem indonesischen Teil von Borneo und der Insel Sulawesi (Celebes). 
Sie verbindet die Celebessee im Norden mit der Javasee im Süden und stellt von jeher einen wichtigen Seeweg dar. Ihren Namen verdankt sie der Hafenstadt Makassar auf Sulawesi. Andere angrenzende Häfen sind Balikpapan und Palu.
Durch die Straße von Makassar läuft die Wallace-Linie, die biogeografische Trennung von Asien und Australien.
1942 war die Meerenge Schauplatz der Schlacht in der Straße von Makassar.